# Dlouhá Lhota (Příbram)
Dlouhá Lhota è un comune della Repubblica Ceca facente parte del distretto di Příbram, in Boemia Centrale.